# 风雅丽蛛
风雅丽蛛（学名：Chrysso venusta）为球蛛科丽蛛属的动物，俗名多纹丽蛛。分布于日本、韩国、台湾岛以及中国大陆的浙江、湖南、湖北、四川、福建、海南、贵州、云南等地，常栖息于灌木丛和竹林以及山区灌木林中，在树叶下结不规则的网，亦见于稻田中。该物种的模式产地在日本。